# Saroo Brierley
Saroo Brierley (pronunciado /səro͝o brī′ərlɪ/) (Khandwa, Madhya Pradesh, 15 de junio de 1981) es un empresario australiano nacido en la India que estuvo separado de su madre al perderse a los 5 años. Las autoridades indias no tuvieron éxito localizando a su madre biológica, por lo que terminó siendo adoptado por una pareja de australianos. Después de 25 años, localizó su casa a través de Google Earth, y se reunió con su familia biológica. 
Su historia generó una atención significativa de los medios de comunicación internacionales, especialmente en Australia e India. 
Su libro autobiográfico sobre sus experiencias, A Long Way Home, se publicó en 2014 y se adaptó en 2016 para la película Lion, protagonizada por Nicole Kidman como Sue Brierley, su madre adoptiva, y Dev Patel como Saroo (Sheru), cuyo nombre significa 'León'.

## Biografía
Saroo Brierley nació el 15 de junio de 1981 como Sheru Munshi Khan, en una pequeña villa de la India llamada Ganesh Talai, ubicada en la corporación municipal de Khandwa, en el estado de Madhya Pradesh. Cuando era niño, su padre abandonó a su madre, dejando a su familia en la pobreza. Su madre trabajaba en algunas construcciones para mantenerse a ella y a sus hijos pero no generaba suficientes ingresos para alimentarlos a todos ni para enviarlos a la escuela. A la edad de 5 años, Saroo ya acompañaba a sus hermanos Guddu y Kallu a pedir limosna en la estación del ferrocarril. Guddu, en ocasiones, trabajaba barriendo los pisos de los vagones del tren. Una de esas noches, Saroo se quedó dormido en un vagón vacío y viajó durante días hasta que el tren se detuvo en Calcuta. Sobrevivió como niño de la calle hasta que fue recogido por las autoridades. No sabía decir de dónde venía, por lo que al no poder localizar a su familia, fue dado en adopción a una pareja australiana.